# Diaporthe ilicis
Diaporthe ilicis är en svampart som först beskrevs av Ellis & Everh., och fick sitt nu gällande namn av Lewis Edgar Wehmeyer 1933. Diaporthe ilicis ingår i släktet Diaporthe och familjen Diaporthaceae.   Inga underarter finns listade i Catalogue of Life.